# Марріотт-Слейтервілл (Юта)
Марріотт-Слейтервілл (англ. Marriott-Slaterville) — місто (англ. city) в США, в окрузі Вебер штату Юта. Населення — 2135 осіб (2020).

## Географія
Марріотт-Слейтервілл розташований за координатами 41°15′40″ пн. ш. 112°2′11″ зх. д. / 41.26111° пн. ш. 112.03639° зх. д. (41.261051, -112.036252).  За даними Бюро перепису населення США в 2010 році місто мало площу 19,13 км², з яких 18,59 км² — суходіл та 0,55 км² — водойми.

## Демографія
Згідно з переписом 2010 року, у місті мешкала 1701 особа в 575 домогосподарствах у складі 461 родини. Густота населення становила 89 осіб/км².  Було 604 помешкання (32/км²).
Расовий склад населення:
| - 93,7 % — білих - 0,9 % — корінних американців - 0,5 % — чорних або афроамериканців - 0,5 % — азіатів - 3,0 % — осіб інших рас |

До двох чи більше рас належало 1,5 %. Частка іспаномовних становила 7,4 % від усіх жителів.
За віковим діапазоном населення розподілялося таким чином: 28,9 % — особи молодші 18 років, 59,4 % — особи у віці 18—64 років, 11,7 % — особи у віці 65 років та старші. Медіана віку мешканця становила 34,5 року. На 100 осіб жіночої статі у місті припадало 100,1 чоловіків;  на 100 жінок у віці від 18 років та старших — 97,7 чоловіків також старших 18 років.
Середній дохід на одне домашнє господарство  становив 81 275 доларів США (медіана — 73 750), а середній дохід на одну сім'ю — 84 463 долари (медіана — 76 354). Медіана доходів становила 52 632 долари для чоловіків та 37 000 доларів для жінок. За межею бідності перебувало 7,6 % осіб, у тому числі 12,0 % дітей у віці до 18 років та 8,2 % осіб у віці 65 років та старших.
Цивільне працевлаштоване населення становило 857 осіб. Основні галузі зайнятості: виробництво — 20,3 %, освіта, охорона здоров'я та соціальна допомога — 18,9 %, публічна адміністрація — 14,1 %, будівництво — 10,0 %.